# Gincana

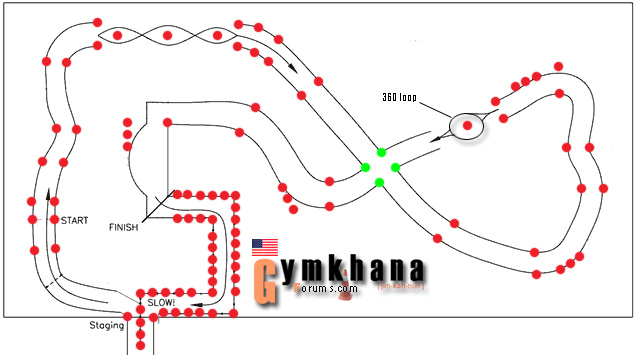
Tracciato di una gincana organizzata negli Stati Uniti d'America

La gincana, anche detta gimcana, gimkana o gymkhana, è una gara all'aperto nella quale i concorrenti devono percorrere un tracciato tortuoso e reso impegnativo da ostacoli, nel più breve tempo e con il minor numero di penalità possibili. Tali gare possono essere di vario tipo ed avere differenti regole, in relazione al mezzo utilizzato: biciclette, motociclette, autovetture, cavalli o semplicemente a piedi.
Con tale termine si indica anche un'attrazione ludica dei luna park itineranti consistente in un minitracciato smontabile su cui possono gareggiare per svago minimoto o kart.

## Etimologia
Il termine, assunto nella lingua italiana durante il secondo decennio del XX secolo,  deriva dall'indostano gendkhana, con il significato di "luogo dove si gioca a palla", composto da gendu (palla) e khana (campo di gioco).

## Le gincane motoristiche
In Italia si diffusero le gincane automobilistiche e soprattutto motociclistiche, divenendo molto popolari nel secondo dopoguerra, quando la carenza di impianti sportivi e di risorse tecniche, rendeva questo sport motoristico tra i pochi praticabili, grazie alla facilità di allestimento del percorso e, nondimeno, alla grande spettacolarità delle gare che richiamava un sempre folto pubblico.
La partecipazione era talmente elevata che la Federazione Motociclistica Italiana decise di organizzare, a partire dal 1952, il Trofeo Nazionale Gincane che prevedeva una lunga serie di gare eliminatorie provinciali e regionali allo scopo di selezionare i piloti per la finale nazionale. Il Trofeo fu disputato ininterrottamente per oltre 25 anni, fino al 1978
Molto diffuse in Italia anche le gincane in Vespa. Il Vespa Club d'Italia negli ultimi anni ha rilanciato la specialità con il varo della Coppa Italia Gimkana Vespa, un campionato in più prove lungo tutta la penisola italiana, che si è svolto a partire dal 2009.

## Le gincane equestri
La gincana nell'equitazione consiste in una prova di abilità e destrezza e può essere sia di regolarità che di velocità a cavallo. Nella gimkana il binomio (cavallo e cavaliere) deve effettuare un percorso con varie difficoltà, superando varie tipologie di prove, come il salto di un ostacolo, aprire e chiudere un cancello, slalom, passi laterali, passi indietro, ecc.